# Лапин, Изяслав Петрович
Изяслав Петрович Лапин (1930—2012) — советский учёный-психофармаколог, доктор медицинских наук, профессор.
Автор более 400 научных публикаций.

## Биография
Родился 26 июня 1930 года в г. Ленинград в семье инженера конструкторского бюро. Рано потерял отца, воспитывался мамой и тетей, с которыми был в теплых отношениях, о которых заботился до последних дней жизни. Пережил блокаду Ленинграда, гордился званием ветерана Великой Отечественной войны. В школьные годы занимался музыкой и шахматами, участвовал в различных конкурсах. 
После окончания школы поступил в 1-й Ленинградский медицинский институт (Первый Санкт-Петербургский государственный медицинский университет имени академика И. П. Павлова), где начал свой научный путь. Заявление в медицинский институт  И.П. Лапин подал в последний день - 31 июля 1947 г. Судьбоносный выбор был сделан после просмотра фильма “Во имя жизни”, рассказывающим о двух молодых врачах, которые в поиске способа лечения девочки с обездвиженными ногами проводили операции на кроликах в попытках успешного сшивания разорванных нервов нижних конечностей. В конце фильма герои совершили чудо – спасли маленькую пациентку, после чего И.П. Лапин поспешил забрать свое заявление с исторического факультета Университета и решил стать врачом.
С первого курса И.П. Лапин проявлял интерес к науке, стремился больше не к теоретическим знаниям, а к открытиям экспериментальных методов. “Печатное, книжное, бумажное – не было столь привлекательным, все время тянуло в “живой мир”, где решали в опытах конкретные проблемы”, - вспоминал ученый. Свой научный путь начал в СНО кафедры нормальной физиологии под руководством профессора Дмитрия Георгиевича Квасова, благодаря ему И.П. Лапин был направлен в научно-исследовательский институт и познакомился с Леоном Абгаровичем Орбели, с которым в дальнейшем работал и которого почитал своим учителем. В лаборатории 1-го Ленинградского медицинского института И.П. Лапин присоединился к рабочей группе, изучавшей физиологию слуха. 
После окончания института с отличием, подавал документы в аспирантуру в Институт экспериментальной медицины Академии медицинских наук. Несмотря на отличные оценки по вступительным экзаменам, получил отказ, поскольку за несколько месяцев до поступления И.П. Лапин был рекомендован в Кронштад заведовать терапевтическим отделением. В связи с бюрократическими проволочками лишился места и на терапевтическом отделении и на других кафедрах института. Однако, спустя несколько месяцев нашлось место в аспирантуре на кафедре фармакологии Ленинградского педиатрического медицинского института (Санкт-Петербургский государственный педиатрический медицинский университет) под руководством В.М. Карасика. После поступления в Педиатрический институт И.П. Лапин несколько лет проработал в государственной комиссии, после чего занял должность ассистента кафедры на полставки. Там же защитил кандидатскую диссертацию на тему: ”Механизм обезвреживания цианидов”. Поскольку заработная плата на должности ассистента была низка, И.П. Лапину пришлось оставить работу в Педиатрическом институте и он начал в Фельдшерском училище преподавать фармакологию.  
В скором времени, откликнувшись на объявленный конкурс на должность психофармаколога, И.П. Лапин перешел в “Психоневрологический институт” (Национальный медицинский исследовательский центр психиатрии и неврологии имени В. М. Бехтерева), где 15 октября 1960 г. был избран на позицию руководителя лаборатории психофармакологии, на которой оставался вплоть до 1993 г.
В 1990-1993 гг. И.П. Лапин работал в качестве Приглашенного Ученого (Visiting Scientist) по приглашению Правительства США в Национальных Институтах здоровья, а также читал лекции по психофармакологии студентам, научным сотрудникам и клиническим врачам в России, Италии, Германии, Израиле, США, не оставляя при этом свои  эксперименты по исследованию влияния кинуренинов на поведение животных. В частности, на факультете психологии СПбГУ И.П. Лапин читал курс лекций, посвященный влиянию различных химических соединений на психические функции здоровых лиц.

## Научное наследие
За время работы в лаборатории психофармакологии Психоневрологического института имени В.М. Бехтерева И.П. Лапин выделил 4 области науки психофармакологии. Эти области и отобразили основную деятельность ученого. 
Первая – прогнозирование антидепрессивного действия новых активных веществ у больных по результатам батареи тестов на лабораторных животных. Самым пригодным для экспериментов оказалась лягушка (Rana temporaria), потому что только у данного вида из всех биогенных веществ преобладает серотонин. Изменения активности данного моноамина у лягушек наглядно были продемонстрированы при применении антидепрессантов. 
Вторая – выявление главного вещества мозга – серотонина. Цель антидепрессантов – усилить ослабленные серотониновые процессы, эта идея сработала. Так, опубликованная в 1969 году обзорная работа в The Lancet  “Intensification of the central serotoninergic processes as a possible determinant of the thymoleptic effect”, начинавшаяся со слов «Депрессия может быть результатом дефицита серотонина в мозге», стала весомой поддержкой в пользу серотониновой гипотезы развития депрессии (в противовес конкурирующей катехоламиновой гипотезы). Несмотря на существующую и на сегодняшний день критику, эта работа стала основой для разработки одной из наиболее часто назначаемой группы препаратов, чьи клинические показания вышли далеко за пределы большого депрессивного расстройства, охватывая в частности, множество тревожных расстройств, предменструальной дисфорическое раастройство, некоторые расстройства пищевого поведения и ряд других – , а именно открытие серотонинергической активности тразодона, этоперидона и m-CPP в 70-е годы.
Третья – открытие нейроактивности основных продуктов обмена незаменимой аминокислоты триптофан. И.П. Лапин одним из первых в своих работах открыл действие кинуренина и его метаболитов на функции головного мозга, а также их периферические эффекты на разных этапах развития в животных моделях. В своих работах он оценил влияние интрацеребровентрикулярного и внутрибрюшинного введения кинуренина на грызунов: как развивающихся, так и взрослых особей. 
Четвертая –  это психология фармакотерапии.  Так почти 30 лет И.П.Лапин в сотрудничестве с психологами и психиатрами разрабатывал вопросы, касающиеся контроля действия психотропных препаратов в клинике. Начав одним из первых в стране совместно с Ю.Л. Нуллером изучать проблемы плацебо, плацебо-реактивности, плацебо-контроля, плацебо-терапии, Изяслав Петрович на протяжении многих лет продолжал уделять внимание этому вопросу. Этим вопросам  посвящены последние работы. Среди них книги: «Плацебо и терапия» и «Личность и лекарство. Введение в психологию фармакотерапии». 
Параллельно и весьма продуктивно в лаборатории развивались другие направления. Например, практическим результатом фармакологического исследования эффектов гамма-аминомасляной кислоты и ее производных, стало создание широко известного препарата фенибут.

## Награды и почётные звания
1971 год - избран действительным членом Нью-Йоркской академии наук.
1971 год - член-корреспондент Международного Общества биологической психиатрии.
1974 год - награжден памятной медалью Н.П. Кравкова за вклад в развитие фармакологии в СССР.
1978 год - избран членом Академии наук и искусств США.
1966 - 1983 гг. - член Научного Комитета по исследованиям в психофармакологии ВОЗ и член Комитета фармакопсихиатрии Всемирной психиатрической ассоциации.
1984 год – почетный член Британской Ассоциации психофармакологии.

## Избранная библиография
- Lapin IP, Oxenkrug GF. Intensification of the central serotoninergic processes as a possible determinant of the thymoleptic effect. Lancet. 1969. P. 132-1366.
- Lapin IP. Depressor effect of kynurenine and its metabolites in rats. Life Sci. 1976 Nov 15;19(10):1479-83. doi: 10.1016/0024-3205(76)90091-6.
- Lapin IP. Convulsions and tremor in immature rats after intraperitoneal injection of kynurenine and its metabolites. Pharmacol Res Commun. 1978 Jan;10(1):81-4. doi: 10.1016/s0031-6989(78)80065-4.
- Lapin IP. Stimulant and convulsive effects of kynurenines injected into brain ventricles in mice. J Neural Transm. 1978;42(1):37-43. doi: 10.1007/BF01262727
- Лапин И.П. О роли психологического эксперимента в фармакологическом исследовании психотропных средств // Тез. докл. 2–й съезд Общества психологов. Л., 1963. С. 21–23.
- Нуллер Ю.Л., Лапин И.П. Влияние характера информации о препарате на эффективность плацебо и мепробамата // Клин. мед. 1971. № 9. С. 139–144.
- Лапин И.П. Психологические аспекты приема и назначения лекарств // Психологические проблемы психогигиены, психопрофилактики и медицинской деонтологии (медико–психологические исследования). Л.: Ленинградский научно–исследовательский  психоневрологический  институт  им.  В.М. Бехтерева,  1976. С. 80–81.
- Лапин И.П. Психология отношений врача и семьи больного в процессе лекарственной терапии // Психология и медицина (Материалы к симпозиуму). М.: Институт психологии АН СССР, 1978. С. 262–264.
- Рубитель А.В., Набокова А.И., Лапин И.П. Цвет лекарства и ожидаемое его психотропное действие // Индивидуализация и оценка эффективности психофармакотерапии: Сб. науч. тр. Ленинградск. научно–исследовательского психоневрологическ. института им. В.М. Бехтерева, 1987. Т. 117. С. 49–54.
- Лапин И.П. Плацебо–эффект и практика реабилитации психически больных // Фармако–терапевтические основы реабилитации психически больных / Под ред. Вовина Р. Я., Кюне Г.–Е. М.: Медицина, 1989. С. 242–255.
- Лапин И.П., Рубитель А.В. Диагностика отрицательных плацебо–реакторов и абсолютных плацебо–нереакторов по стабильности выбора цвета // Поиск новых лекарств. Тарту: Изд–во ТГУ, 1989. С. 20–22.
- Аблахатов Ю.И., Лапин И.П. Появление тревоги после приема плацебо // Журн. невропатол. и психиатр. 1989. Т. 89. № 12. С. 48–50.
- Лапин И.П. Плацебо–реактивность и выбор цвета // Психол. журн. 1990. Т. 11. № 3. С. 79–86.
- Лапин И.П. Психологические факторы фармакотерапии // Клин. мед. 1990. № 8. С. 17–23.
- Лапин И.П., Гриненко Н.И., Крупицкий Е.М. и др. Стабильна ли индивидуальная характеристика «плацебо–реактор» и «плацебо–нереактор»? // Обозрение психиатрии и мед. психологии. 1994. № 2. С. 105–108.
- Аблахатов Ю.И., Лапин И.П. Нестабильность и стабильность выбора цвета и плацебо–реактивность психически больных. Обозрение психиатрии и мед. психологии. 1994. № 4. С. 80–83.
- Лапин И.П., Анналова Н.А. Психология фармакотерапии // Харьк. мед. ж. 1997. № 2. С. 54–58.
- Лапин И.П. Согласие – фактор, определяющий общение пациента и врача и успешность лечения (Обзор – 47 назв.). Клин. мед. 1999. Т. 77. № 11. С. 15–18.
- Лапин И.П., Анналова Н.А. Положительный плацебо–эффект при некоторых психических и неврологических расстройствах (Обзор –73 назв.). Журн. неврологии и психиатрии им. С.С. Корсакова. 1999. Т. 99. № 11. С. 55–59
- Лапин И.П., Анналова Н.А. О механизмах плацебо–эффекта: Лекция // Экспер. и клин, фармакол. 1999. Т. 62. № 3. С. 75–79.
- Лапин И.П. Плацебо и терапия. Лань, СПб. 2000. С. 223.
- Лапин И.П. Личность и лекарство. Введение в психологию фармакотерапии. Деан, СПб. 2001. С. 414.
- Лапин И.П. Как уменьшить психологические помехи фармакотерапии. Приглашение к поиску // Психиатрия наркология в XXI веке / Сборник научных статей под редакцией А.Г. Софронова и А.Ю. Егорова). СПБ. 2008. С. 110–117.
- Лапин И.П. Отношение пациента к эффектам лекарства как причина отказа от фармакотерапии // Обозрение психиатрии и мед. психологии. 2012. № 3. С. 112–115.